# Rhododendron tutcherae
Rhododendron tutcherae är en ljungväxtart som beskrevs av William Botting Hemsley och E.H. Wilson. Rhododendron tutcherae ingår i släktet rododendron, och familjen ljungväxter.

## Underarter
Arten delas in i följande underarter:
- R. t. glabrifolium
- R. t. gymnocarpum